# Den sorte Kansler
Den sorte Kansler er en dansk stum melodramafilm fra 1912 produceret af Nordisk Films Kompagni og instrueret af August Blom efter manuskript af Christian Schrøder. Filmen er en løst baseret på William Magneys roman Den røde Kansler.
Filmen havde dansk premiere den 10. juni 1912 i Panoptikon Teatret i København. Kun to dage efter premieren havde det konkurrerende filmselskab Kinografen premiere på Kinografens Kansleren kaldet "Den sorte Panter". Med Det Danske Filmmuseums ord ligner handlingen i de to film hinanden "betænkeligt". Der udspandt sig tilsyneladende herefter et juridisk efterspil mellem Kinografen og Nordisk, der hver især beskyldte hinanden for plagiat. Ifølge Filmmuseet blev sagen løst mindeligt ved, at Kinografen betalte en sum penge til Nordisk.
Filmen blev distribueret havde premiere i 1912 i Storbritannien, Australien og USA som The black chancellor. Den fik re-premiere, da Universal i 1913 købte rettighederne for at udfylde et hul i Universals produktionsplan opstået som følge af en brand. Itysktalende lande blev filmen distribueret som Der schwarze Kansler og i Sverige og Finland som Den svarte kansleren. 

## Handling
Rigskansler von Rallenstein – også kaldet 'den sorte kansler' – terroriserer landet. Selv prinsesse Irenes skæbne søger han at besegle, da han lover hende bort til Prins Deima. Irenes hjerte tilhører dog løjtnant Pawlow, og da den sorte kansler erfarer, at de to i al hemmelighed har giftet sig, sætter han alt ind for at sabotere ægteskabet.

## Medvirkende
- Thorkild Roose - Rigskansler von Rallenstein
- Poul Reumert - Grev Rockowitz, kanslerens adjudant
- Ebba Thomsen - Prinsesse Irene
- Valdemar Psilander - Løjtnant Parlow
- Jenny Roelsgaard - Comtesse Feodora, prinsessens hofdame
- Robert Dinesen - Løjtnant Groblewsky, Feodoras forlovede
- Frederik Jacobsen - Storfyrst Zoba
- Christian Schrøder - En bissekræmmer

## Modtagelse
Filmen blev i 1959 vist af Det Danske Filmmuseum, der i den anledning foretog en retrospektiv analyse af filmen og sammenfattede tidens anmeldelser. Filmmuseet er skeptisk over for filmens kommercielle appel og sin appeleren til "publikums snobberi" og betegner spillet som "enten blegt eller teatralsk". Filmmuseet konkluderer at samtiden overvejende lod sig imponere af filmen, ligesom museet i sin analyse "må indrømme", at filmen "i nogle henseender er en dygtig kommerciel film" med "spænding og tempo og og flothed", ligesom fotograferingen og håndelagt flere steder kan beundres.